# توگوزلی
توگوزلی (انگلیسی: Tuguzly) یک شهرک در شهرستان کیگینسکی استان باشقیرستان کشور روسیه است.